# Elysia
Genre
Elysia est un genre de limaces de mer, des mollusques gastéropodes marins opisthobranches de la famille des plakobranchidés (syn. élysiidés). 

## Photosynthèse
Certaines espèces de ce genre ont la particularité étonnante d'être capables d'intégrer les chloroplastes des algues qu'elles consomment dans des cellules spécialisées de leurs tissus digestifs (kleptoplastie), et ainsi de produire leur propre photosynthèse, ce qui leur permet de se nourrir partiellement grâce au soleil.

## Autotomie
Les jeunes spécimens d’E. atroviridis et d’E. marginata sont devenus connus pour leur capacité à régénérer tout le corps à partir d’une tête coupée. Cette autotomie expulse les parasites internes.

## Liste des espèces
Selon World Register of Marine Species (12 mars 2012) :
- Elysia abei Baba, 1955
- Elysia amakusana Baba, 1955
- Elysia annedupontae Ortea, Caballer, Moro & Espinosa, 2005
- Elysia asbecki Wägele, Stemmer, Burghardt & Händeler, 2010
- Elysia atroviridis Baba, 1955
- Elysia australis (Quoy & Gaimard, 1832)
- Elysia babai Pruvot-Fol, 1946
- Elysia bangtawaensis Swennen, 1998
- Elysia bella (Pease, 1860)
- Elysia bengalensis Swennen, 2011
- Elysia bennettae Thompson, 1973
- Elysia canguzua Er. Marcus, 1955
- Elysia catulus (Gould, 1870)
- Elysia chilkensis Eliot, 1916
- Elysia chitwa Er. Marcus, 1955
- Elysia chlorotica Gould, 1870
- Elysia clarki Pierce, Curtis, Massey, Bass, Karl & Finney, 2006
- Elysia coodgeensis (Angas, 1864)
- Elysia cornigera Nuttall, 1989
- Elysia crispata Mørch, 1863
- Elysia deborahae Ortea, Caballer, Moro & Espinosa, 2005
- Elysia degeneri Ostergaard, 1955
- Elysia diomedea (Bergh, 1894)
- Elysia eugeniae Ortea & Espinosa, 2002
- Elysia evelinae Er. Marcus, 1957
- Elysia expansa (O'Donoghue, 1924)
- Elysia filicauda K.R. Jensen & Wells, 1990
- Elysia flava Verrill, 1901
- Elysia flavipunctata Ichikawa, 1993
- Elysia flavomacula K.R. Jensen, 1990
- Elysia furvacauda Burn, 1958
- Elysia gordanae Thompson & Jaklin, 1988
- Elysia grandifolia Kelaart, 1857
- Elysia grandis Bergh, 1872
- Elysia haingsisiana Bergh, 1905
- Elysia hamatanii Baba, 1957
- Elysia hedgpethi Er. Marcus, 1961
- Elysia hendersoni Eliot, 1899
- Elysia hetta Perrone, 1990
- Elysia hirasei Baba, 1955
- Elysia japonica Eliot, 1913
- Elysia jibacoaensis Ortea, Moro, Caballer & Espinosa, 2011
- Elysia kushimotoensis Baba, 1957
- Elysia leucolegnote Jensen, 1990
- Elysia lobata Gould, 1852
- Elysia macnaei Marcus, 1982
- Elysia manriquei Ortea & Moro, 2009
- Elysia maoria Powell, 1937
- Elysia marcusi (Ev. Marcus, 1972)
- Elysia margaritae Fez, 1962
- Elysia minima Ichikawa, 1993
- Elysia nealae Ostergaard, 1955
- Elysia nigrocapitata Baba, 1957
- Elysia nigropunctata (Pease, 1871)
- Elysia nisbeti Thompson, 1977
- Elysia obtusa Baba, 1938
- Elysia oerstedii Mørch, 1859
- Elysia orientalis Ortea, Moro, Caballer & Espinosa, 2011
- Elysia ornata (Swainson, 1840)
- Elysia papillosa A. E. Verrill, 1901
- Elysia patagonica Munian & Ortea, 1997
- Elysia patina Ev. Marcus, 1980
- Elysia pilosa Risbec, 1928
- Elysia pratensis Ortea & Espinosa, 1996
- Elysia punctata Kelaart, 1857
- Elysia purchoni Thompson, 1977
- Elysia pusilla (Bergh, 1871)
- Elysia rufescens (Pease, 1871)
- Elysia sarasuae Ortea, Moro, Caballer & Espinosa, 2011
- Elysia scops Ev. Marcus & Er. Marcus, 1967
- Elysia serca Er. Marcus, 1955
- Elysia setoensis Hamatani, 1968
- Elysia siamensis Swennen, 1998
- Elysia singaporensis Swennen, 2011
- Elysia slimora Er. Marcus & Ev. Marcus, 1966
- Elysia stylifera (Jensen, 1997)
- Elysia subornata A. E. Verrill, 1901
- Elysia sugashimae Baba, 1955
- Elysia thompsoni Jensen, 1993
- Elysia timida (Risso, 1818)
- Elysia tokarensis Baba, 1957
- Elysia tomentosa Jensen, 1997
- Elysia translucens Pruvot-Fol, 1957
- Elysia trilobata Heller & Thompson, 1983
- Elysia trisinuata Baba, 1949
- Elysia tuca Ev. Marcus & Er. Marcus, 1967
- Elysia verrucosa K.R. Jensen, 1985
- Elysia viridis (Montagu, 1804)
- Elysia vreelandae Marcus & Marcus, 1970
- Elysia yaeyamana Baba, 1936
- Elysia zuleicae Ortea & Espinosa, 2002
- Elysia fezi Vilella, 1968

## Galerie

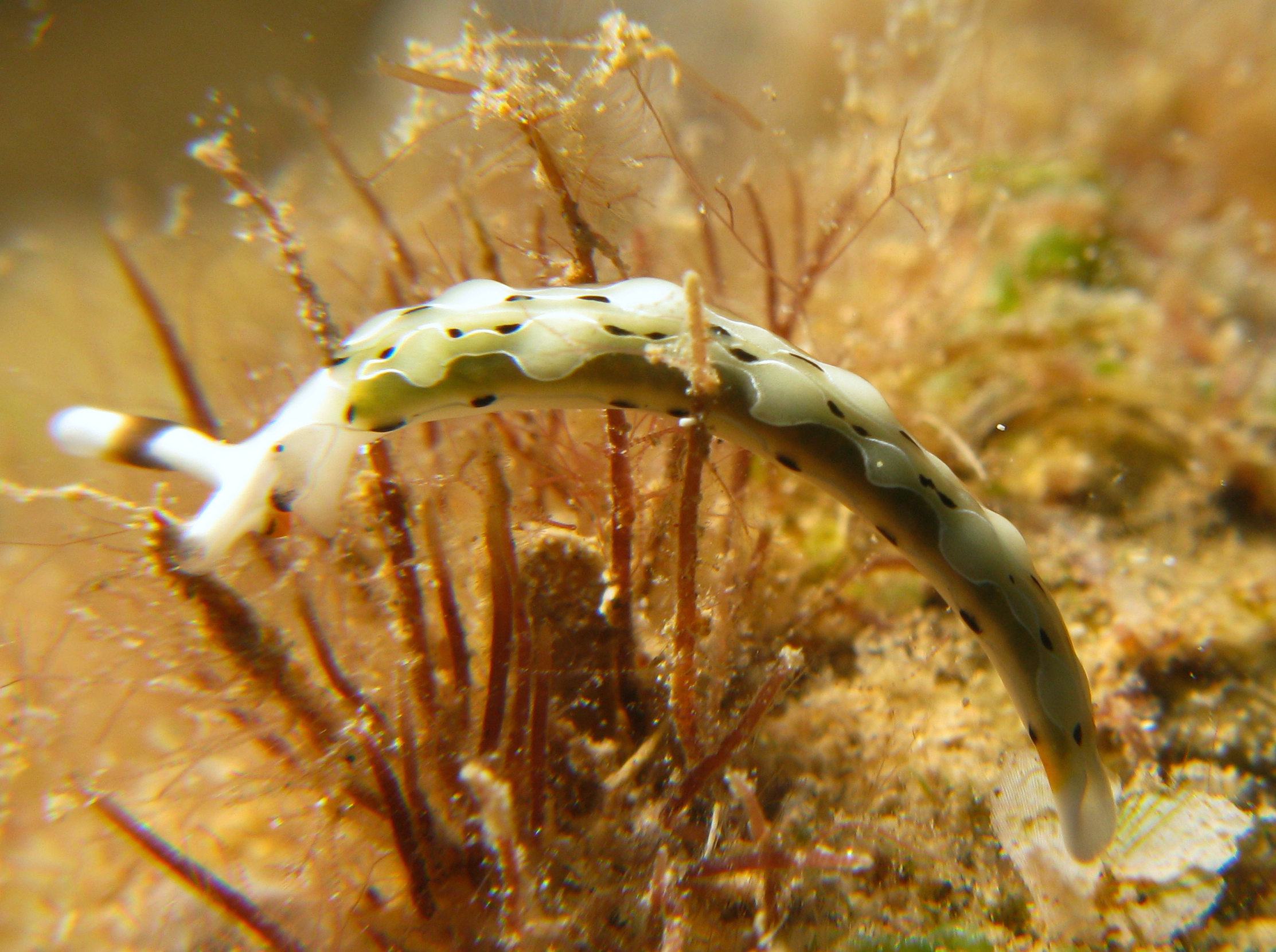
Thuridilla decorata
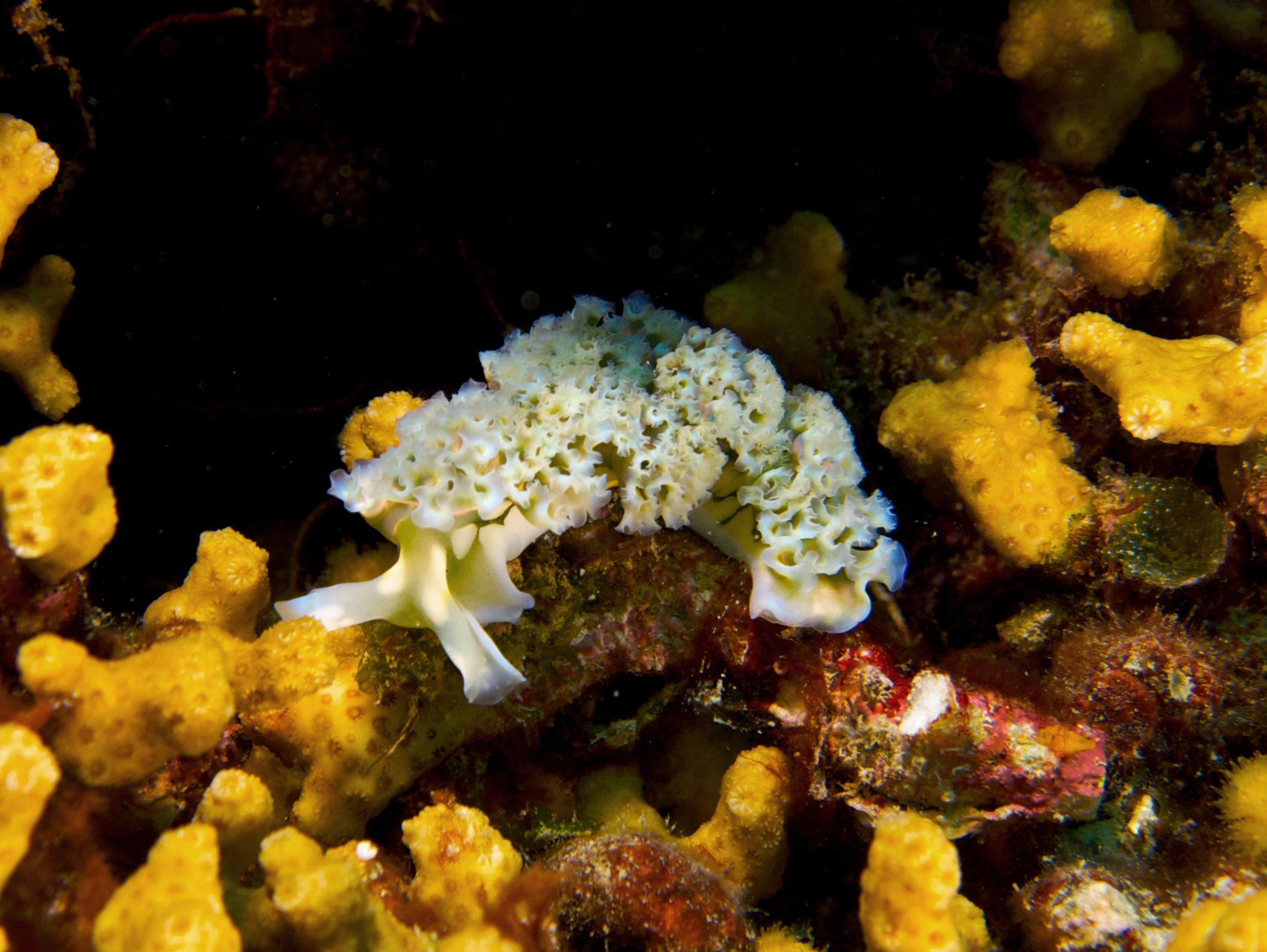
Elysia crispata
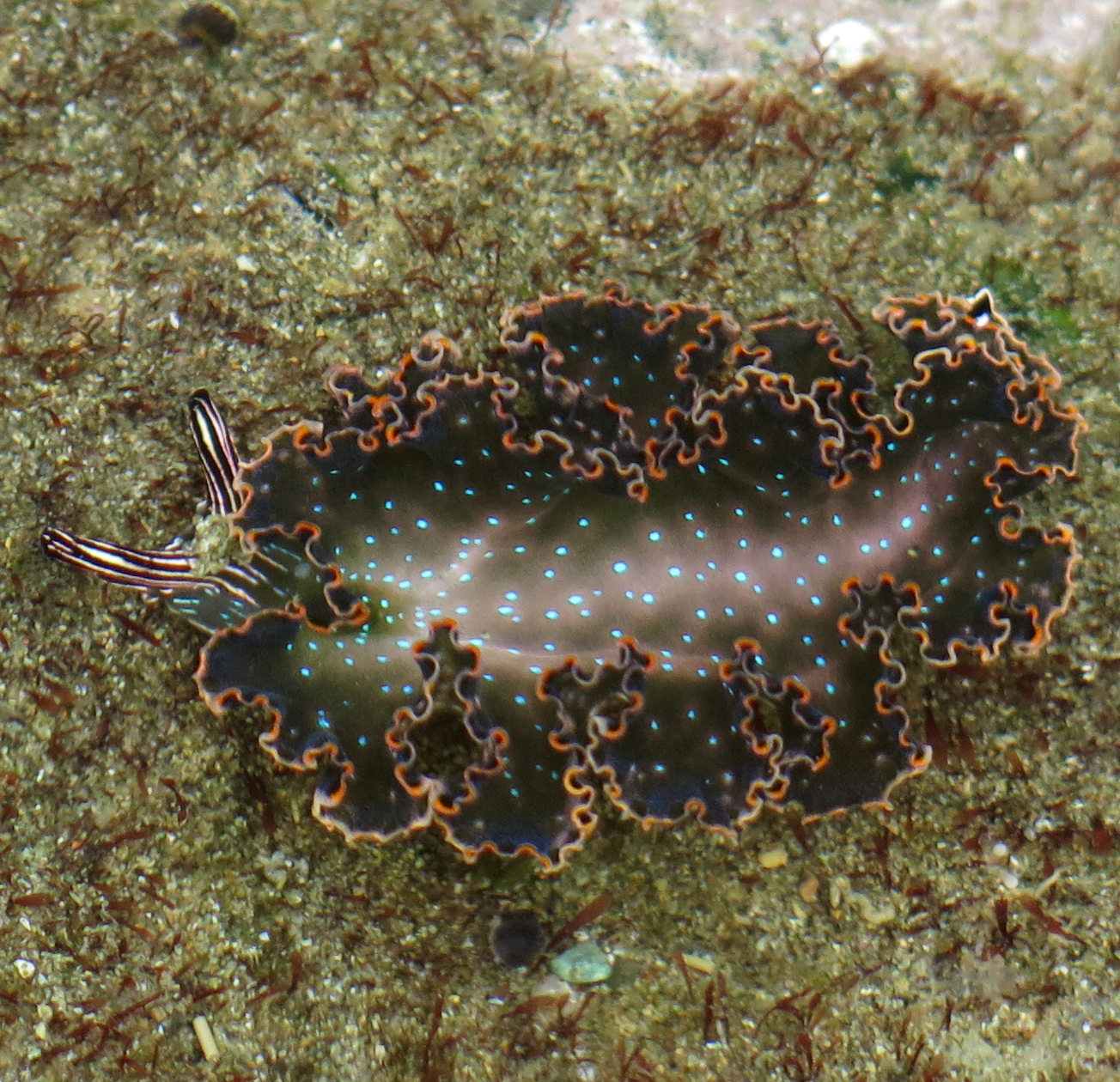
Elysia diomedea
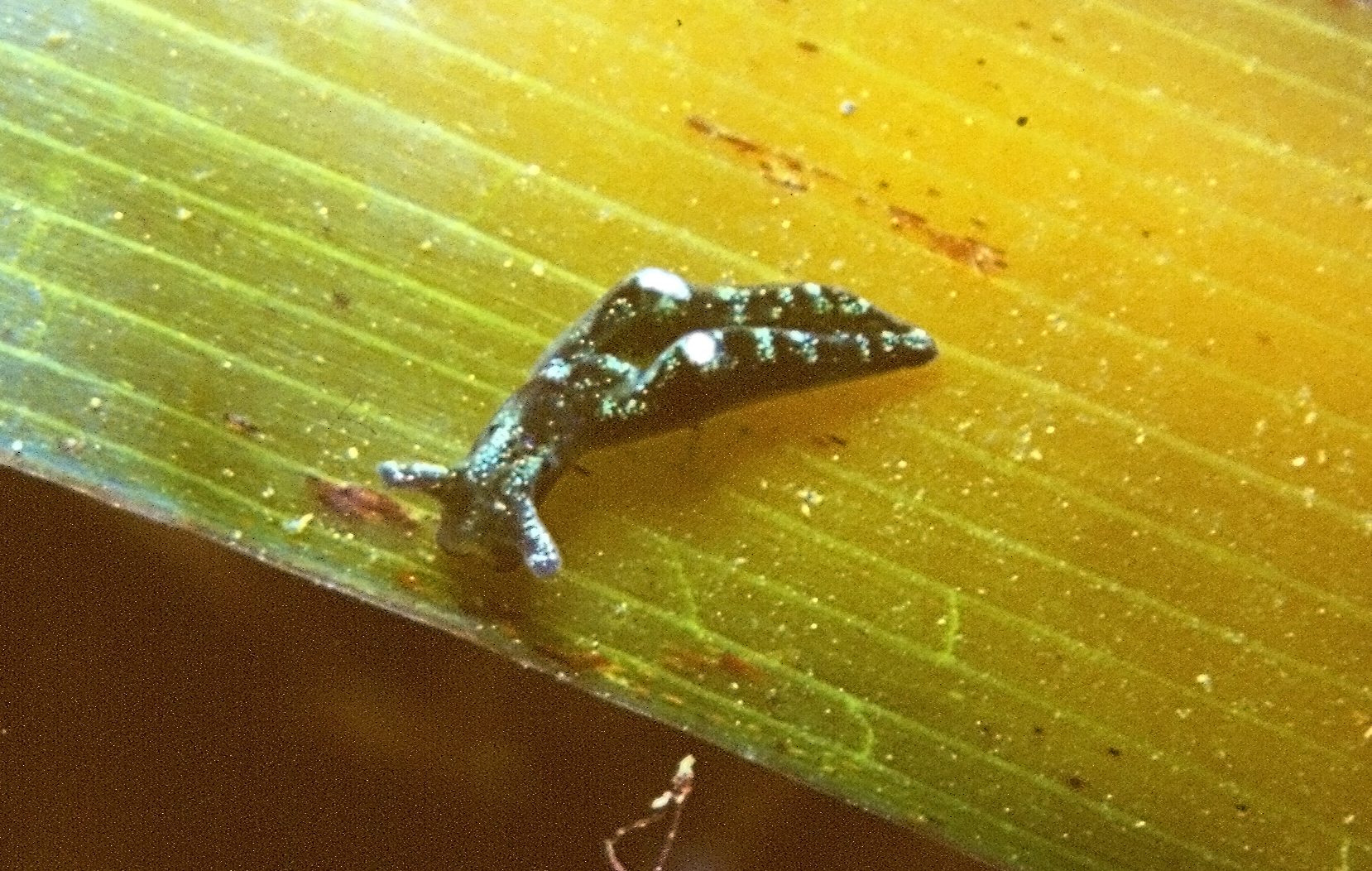
Elysia gordanae
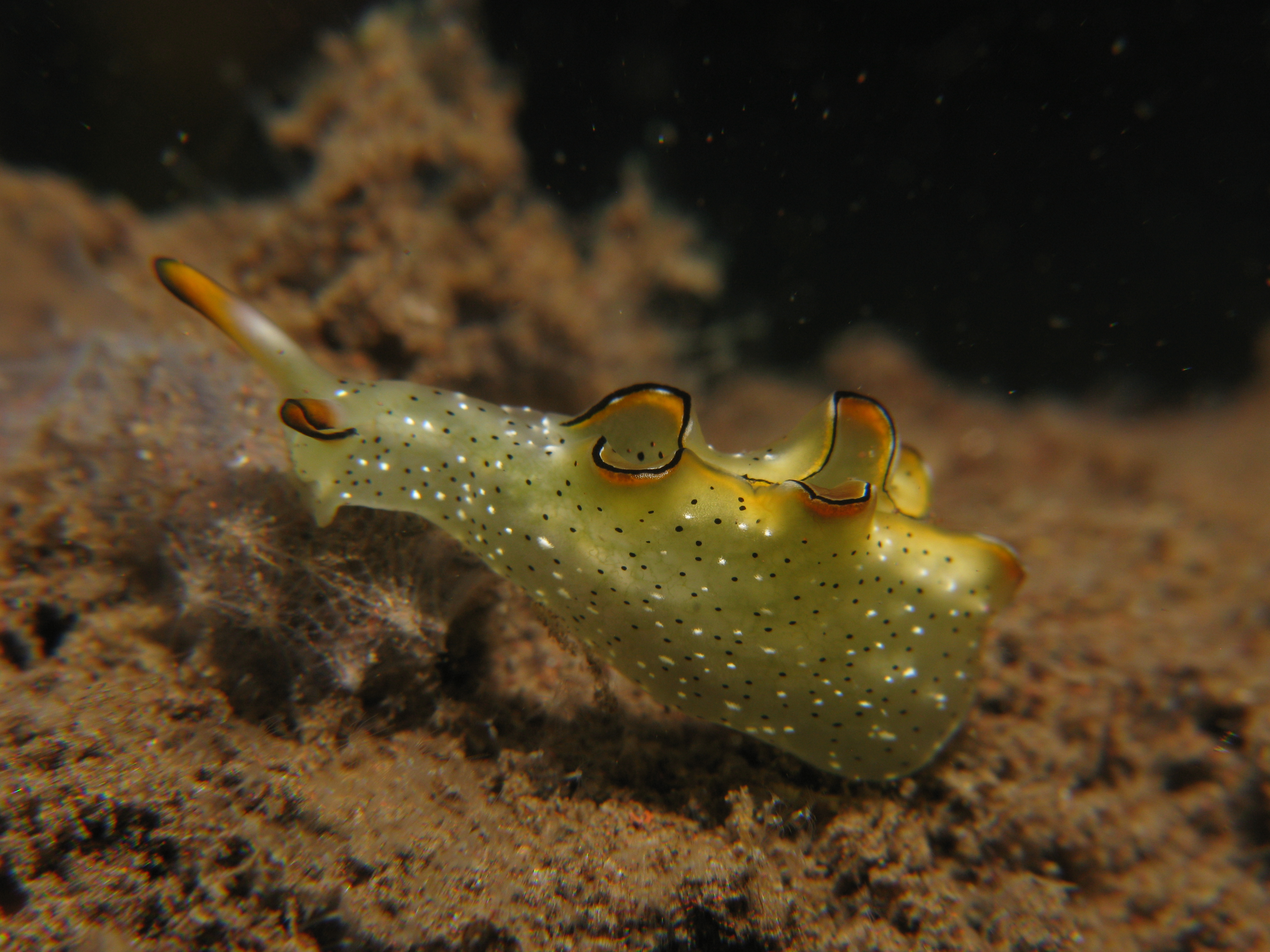
Elysia marginata
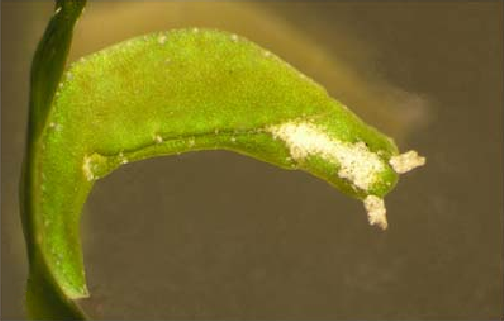
Elysia pusilla
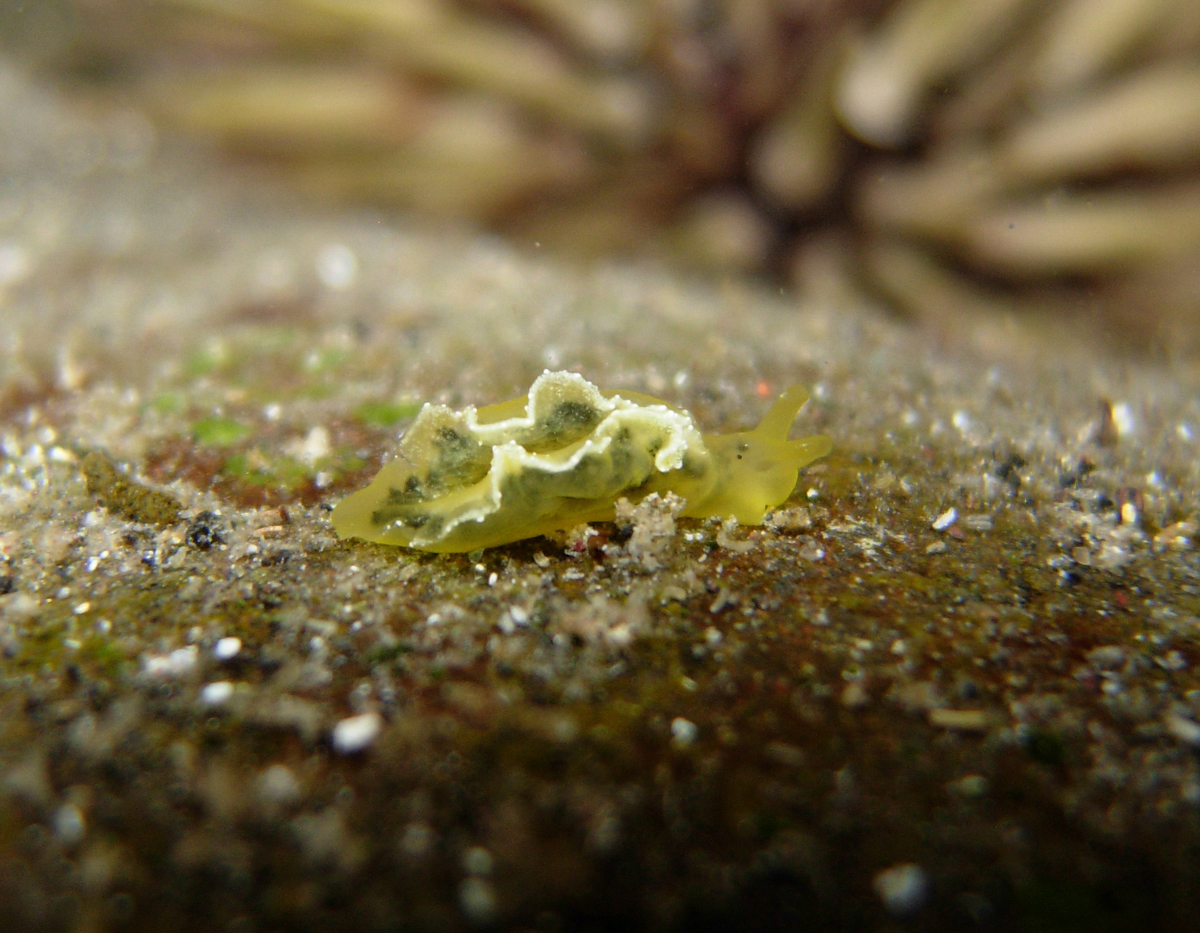
Elysia obtusa
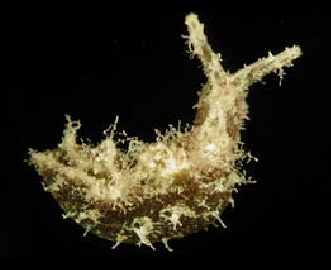
Elysia tomentosa
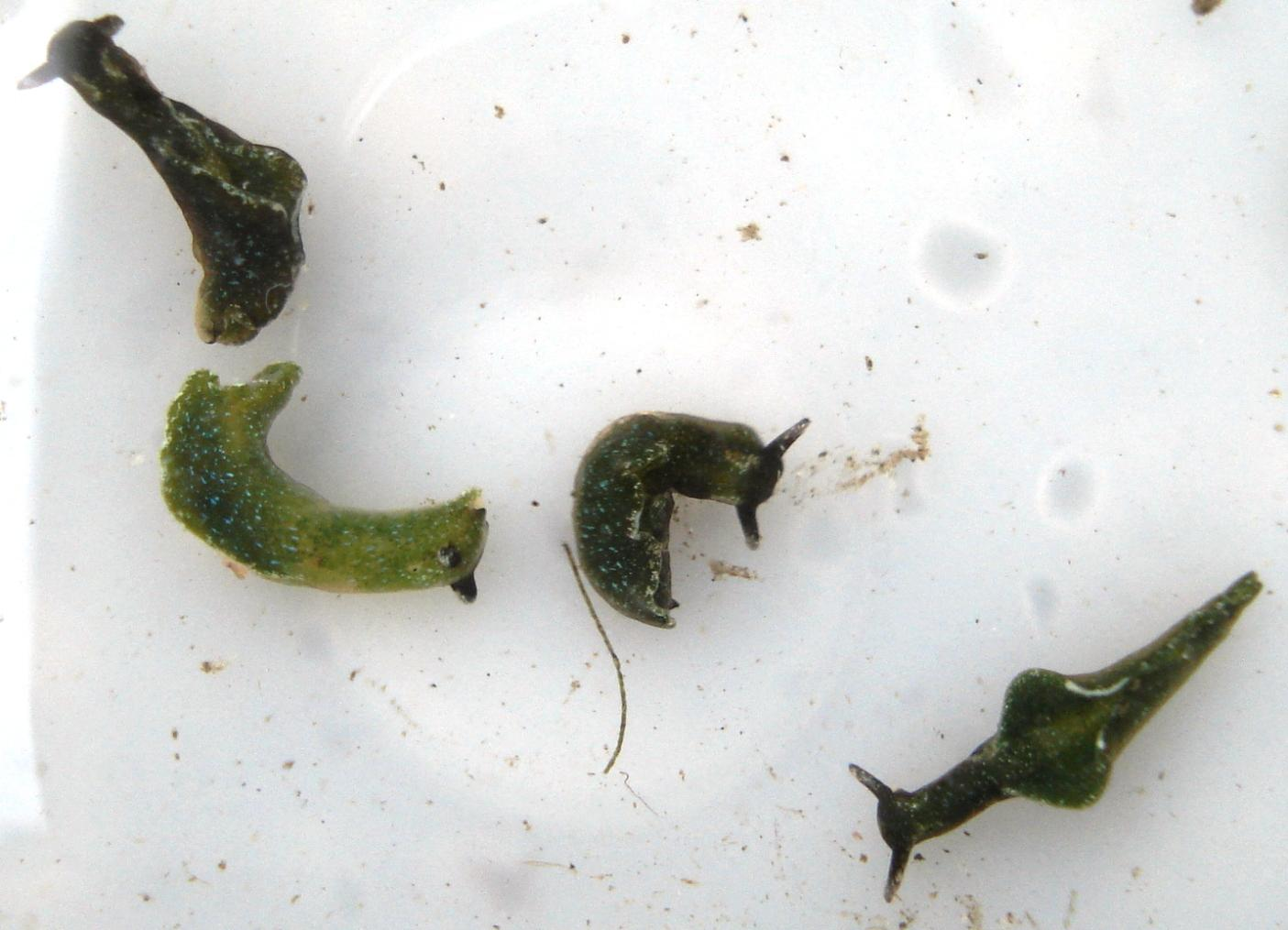
Elysia viridis

## Dénomination
- D'après l'article en anglais : synonymes pour Elysia Risso, 1818 :

Actaeon Rang, 1829 ; Elysiella Verrill, 1872 ; Elysiella Bergh, 1871 ; Pterogasteron Pease, 1860 ; Thridachia P. Fischer, 1883 ; Tridachia Deshayes, 1857 ; Tridachiella MacFarland, 1924.